# Carolin Langenhorst
Carolin Langenhorst (Hamm, 3 febbraio 1996) è una snowboarder tedesca.

## Biografia
Carolin Langenhorst, originaria di Hamm, ha debuttato a livello internazionale il 7 gennaio 2012, classificandosi 48ª in uno slalom gigante parallelo disputatosi a Kreischberg e valido come gara FIS. Pochi giorni dopo debuttò in Coppa Europa, chiudendo il gigante parallelo di Vrtana al 24⁰ posto. Nel febbraio 2013 vinse la medaglia d'argento nella stessa disciplina all'XI Festival olimpico invernale della gioventù europea di Predeal.
Il 1º febbraio 2014 ha debuttato in Coppa del Mondo, classificandosi 45ª nel gigante parallelo di Sudelfeld. Nel gennaio successivo ha ottenuto la prima vittoria in Coppa Europa, nella sua disciplina principale, a Livigno. Ai Campionati mondiali juniores di snowboard di Rogla 2016 ha vinto la medaglia d'argento nella gigante parallelo.
Il 28 gennaio 2018 ha ottenuto il primo podio in Coppa del Mondo, classificandosi seconda nel gigante parallelo di Rogla. Il 14 gennaio 2023 ha ottenuto la sua prima vittoria, imponendosi nella stessa specialità a Scuol.
In carriera ha preso parte ad un'edizione dei Giochi Olimpici invernali e a sei dei Campionati mondiali.

## Palmarès

### Mondiali juniores
- 1 medaglia:
  - 1 argento (slalom gigante parallelo a Rogla 2016)

### Coppa del Mondo
- Miglior piazzamento in classifica generale di parallelo: 5ª nel 2022
- 4 podi:
  - 1 vittoria
  - 1 secondo posto
  - 2 terzi posti

#### Coppa del Mondo - vittorie
| Data            | Località | Paese    | Specialità |
| --------------- | -------- | -------- | ---------- |
| 14 gennaio 2023 | Scuol    | Svizzera | PGS        |

Legenda:

PGS = Slalom gigante parallelo